# 県犬養小山守
県犬養 小山守（あがたいぬかい の おやまもり、生没年不詳）は、奈良時代の貴族。姓は連のち宿禰。県犬養弟足の子とする系図がある。位階は従五位上。

## 経歴
聖武朝の神亀4年（727年）県犬養橘三千代の朝廷への申請により、小山守は一族の五百依・安麻呂・大麻呂らとともに連から宿禰に改姓する。天平19年（747年）従五位下に叙爵された。
孝謙朝の天平勝宝9歳（757年）5月に従五位上に昇叙しているが、同年7月の橘奈良麻呂の乱における動向は不明。

## 官歴
『続日本紀』による。
- 神亀4年（727年）12月10日：連から宿禰に改姓
- 時期不詳：正六位上
- 天平19年（747年）正月20日：従五位下
- 天平勝宝9歳（757年）5月20日：従五位上